# Badepunkt
Badepunkt er en officiel mærkning af badesteder i Norden (Danmark, Norge og Sverige). Mærkningsordningen synliggør badesteder, der ikke nødvendigvis har en masse service og faciliteter tilknyttet, men fokuserer på den gode badeoplevelse i form af rent badevand, lokalt tilpasset badesikkerhed og basal infrastruktur. Badepunkt-ordningens formål er ligeledes at fremhæve badesteder, der byder på særlige friluftsmuligheder eller andre typer oplevelser, for eksempel af kultur- eller naturhistorisk karakter. Kommuner og private aktører (f.eks. campingpladser, badehoteller o.lign.) kan bruge Badepunkt-ordningen som et redskab til at fremhæve unikke badesteder med lokal identitet, der kan give badegæsten en lokal oplevelse knyttet til det enkelte sted.
Ordningen startede som et pilotprojekt med syv Badepunkter i 2018 og siden 2019 har Badepunkt været en permanent ordning, der er vokset i popularitet.
I Danmark varetages Badepunkt af paraplyorganisationen Friluftsrådet.

## Kriterier
For at få tildelt Badepunkt skal aktøren opfylde alle obligatoriske kriterier. Tildelingen af Badepunkt-flaget skal godkendes af Badepunkt juryen, som består af eksperter inden for følgende fagområder: Natur- og miljøforhold langs kysten, nationale badevandsdata, kystturisme, kommunal forvaltning af kystområder, kystsikkerhed, vandsikkerhed, frivillighed og friluftsfremme. 
Udmærkelsen blive baseret på en vurdering af fem områder:
- Information til badegæsterne
- Badevand
- Sikkerhed
- Faciliteter og renhold
- Fremme af lokalt særpræg

Det er disse kriterier, der afgør, om Badepunkt-flaget kan vaje over badestedet. Flaget tildeles for et år af gangen, og de mærkede badesteder modtager kontrolbesøg i løbet af badesæsonen.

## Vinterbadepunkt
I 2021 startede et pilotprojekt om mærkning af Vinterbadepunkter, hvor badesteder vis brug ligger uden for den normale badesæson får hejst det officielle Vinterbadepunkt-flag. Det kan f.eks. være en strand eller et havnebad med mange vinterbadere. Som Vinterbadepunkt markerer badestedet bl.a. til gæsterne, at sikkerheden er i orden og at badevandet er rent. Badepunkt-flaget kan holdes hejst hele vinterbadesæsonen, som ligger over september til maj. 

## Antal Badepunkter i Danmark
I 2021 var 51 badesteder udnævnt til Badepunkt 
I 2020 var 39 badesteder udnævnt til Badepunkt 